# 龍門山 (和歌山縣)
龍門山（りゅうもんざん）是位在和歌山縣紀之川市的山。標高755.9公尺。

## 概要
自古就是和歌山平原的名山，形似富嶽，所以稱作紀州富士。
正平14年/延文4年（1359年），南朝方・四條隆俊率領3,000餘騎和北朝方的畠山義深率領30,000餘騎在此激戰的龍門山之戰的古戰場而廣為人知。

## 關連項目
- 鄉土富士

## 外部連結
- 國土地理院 地圖閱覽システム[]